# Лудетината в розово трико
„Лудетината в розово трико“ (на английски: Heller in Pink Tights) е уестърн на режисьора Джордж Кюкор, която излиза на екран през 1960 година.

## Сюжет
Том Хейли притежава неголям подвижен театър и мечтае най-после да се установи някъде. За съжаление обаче трябва да се крие постоянно от кредиторите си. Причината за това е Анджела. Примадоната си пада по лъскавите неща, за които не винаги се намират пари. Пристигайки в поредния град на гастрол, Анджела взима пари на заем от местния богаташ, които губи на карти. Влюбва в себе си всички мъже наоколо и на Том не му остава нищо освен да се впусне в поредното препускане заедно с цялата театрална трупа.

## В ролите
| Актьор            | Роля                  |
| ----------------- | --------------------- |
| София Лорен       | Анджела Росини        |
| Антъни Куин       | Томас (Том) Хейли     |
| Маргарет О'Брайън | Дела Саутби           |
| Стив Форест       | Клинт Мабри           |
| Айлийн Хекарт     | Г-жа Лорна Хатауей    |
| Рамон Новаро      | Де Леон               |
| Едмънд Лоу        | Манфред (Док) Монтегю |
| Джордж Матюс      | Сам Пиърс             |
| Едуард Бинс       | Шериф Ед Макклейн     |
| Франк Силвера     | Сантис (миньор)       |